# Tiergift

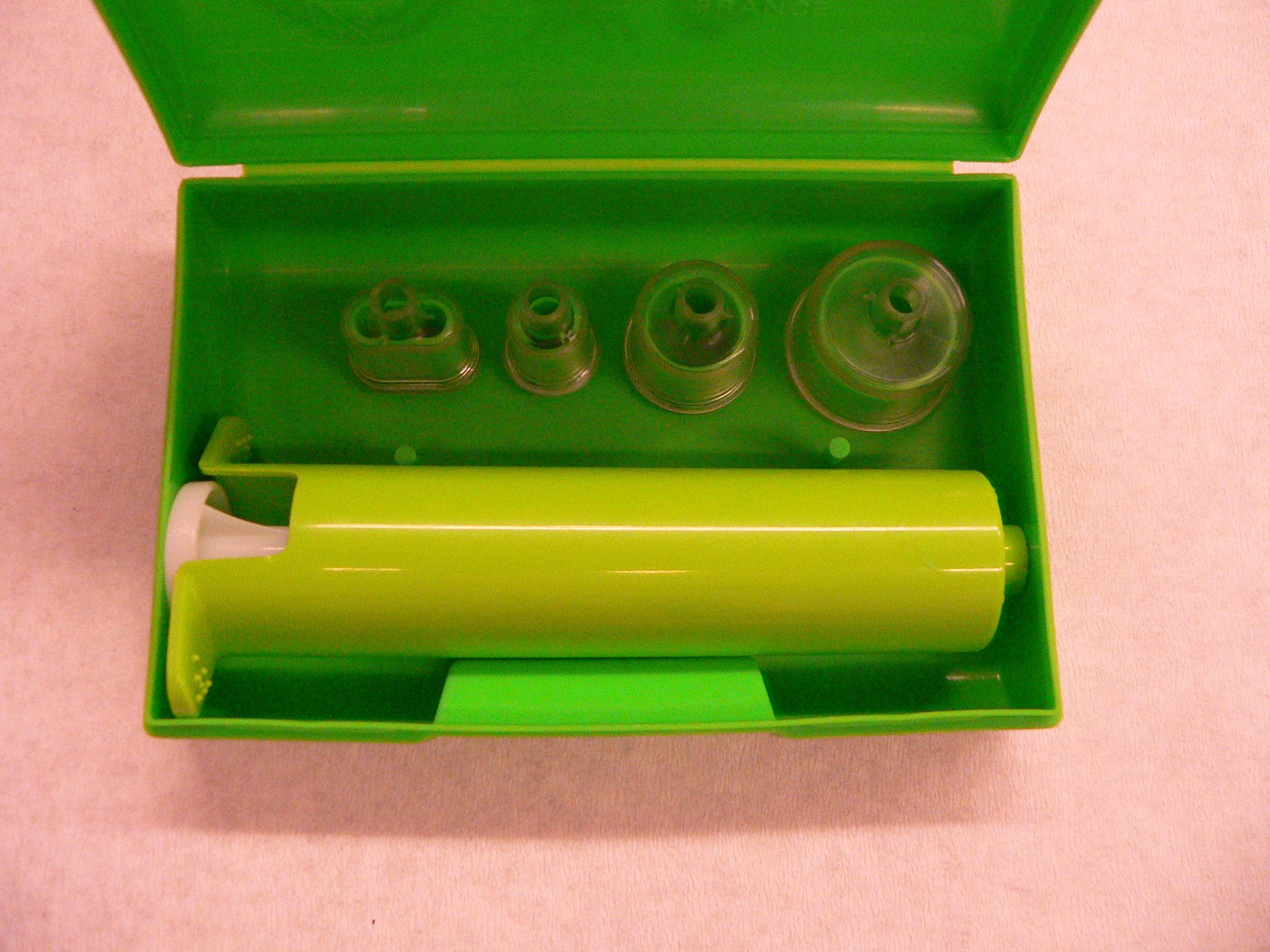
Aspivenin, eine Vakuumpumpe zum Absaugen von Schlangen- oder Insektengift

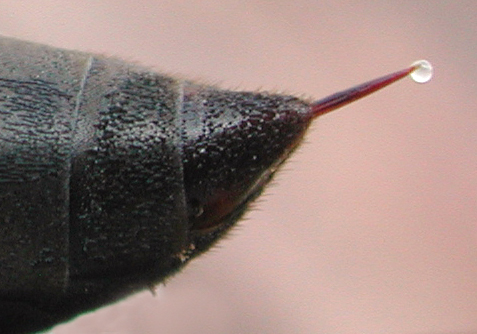
Gifttröpfchen an Giftstachel eines Hautflüglers

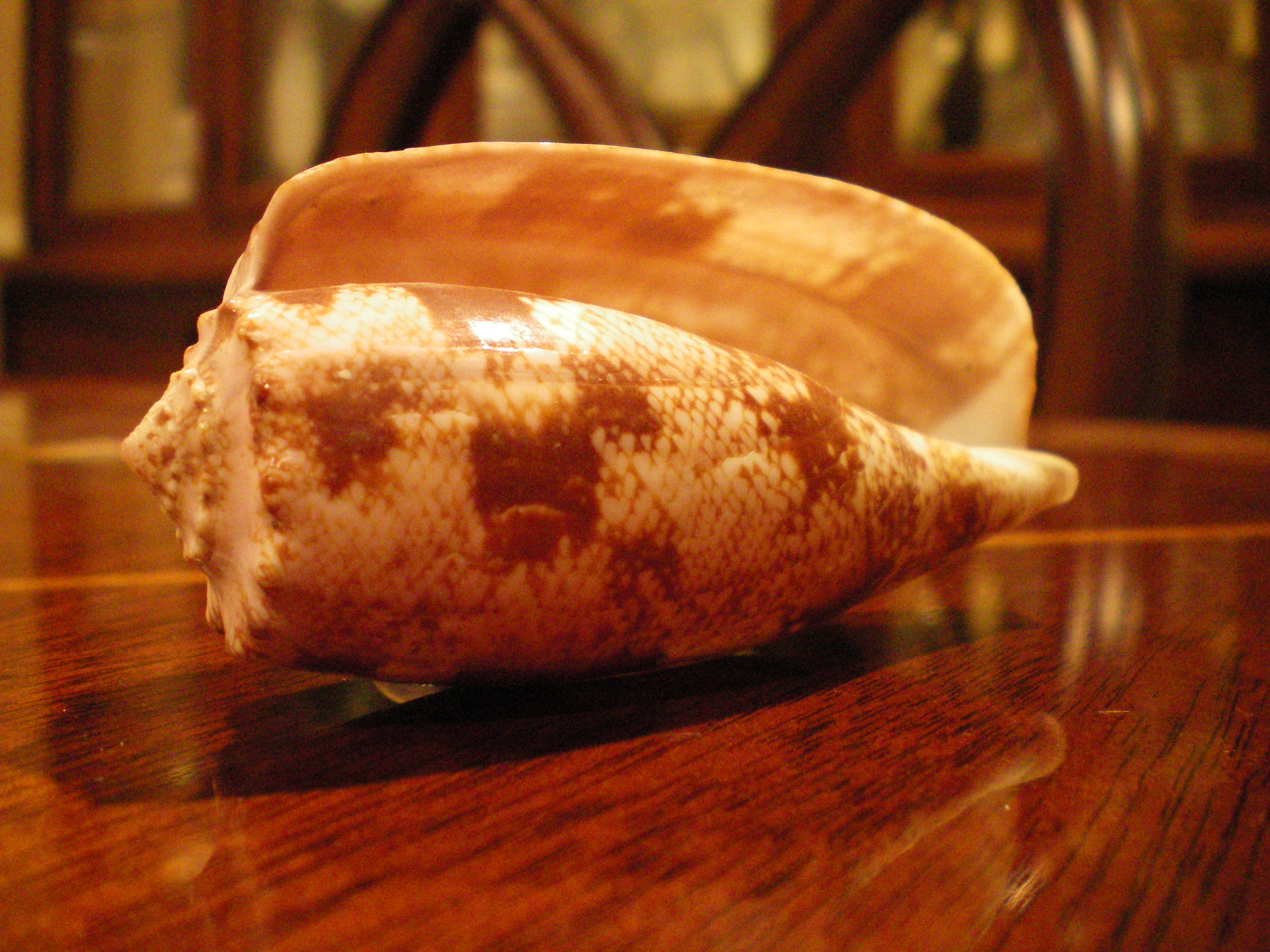
Schneckenhaus eines Landkartenkegel (Conus geographus), eine fischfressende Kegelschnecke, die Contulakin-G (Conantokin) synthetisiert, ein potentes Conotoxin

Tiergifte oder Tierische Gifte sind Toxine von Tieren, also diejenigen Gifte, die von Tieren synthetisiert oder sequestriert (von anderen Quellen angereichert) werden. Tiergifte können zur Überwindung von Beutetieren oder zur Abwehr von Mikroorganismen, Parasiten oder Prädatoren dienen.
Einige der Tiere enthalten Toxine in Körperteilen, welche im Kontakt passiv übertragen werden (englisch poisonous), etwa durch Berühren oder Aufnahme als Nahrung; andere können ihre Toxine aktiv übertragen (englisch venomous), etwa durch Biss (Giftzahn) oder Stachel (Giftstachel).

## Inhaltsstoffe
Viele Gifte sind eine komplexe Mixtur verschiedener organisch chemischer Stoffklassen. Die Hauptwirkstoffe von aktiv abgegebenen Insektengiften sind Peptide und Proteine. Daneben enthalten sie Alkaloide, Terpene, Polysaccharide, biogene Amine (wie Histamine), organische Säuren (wie Ameisensäure), und Aminosäuren.

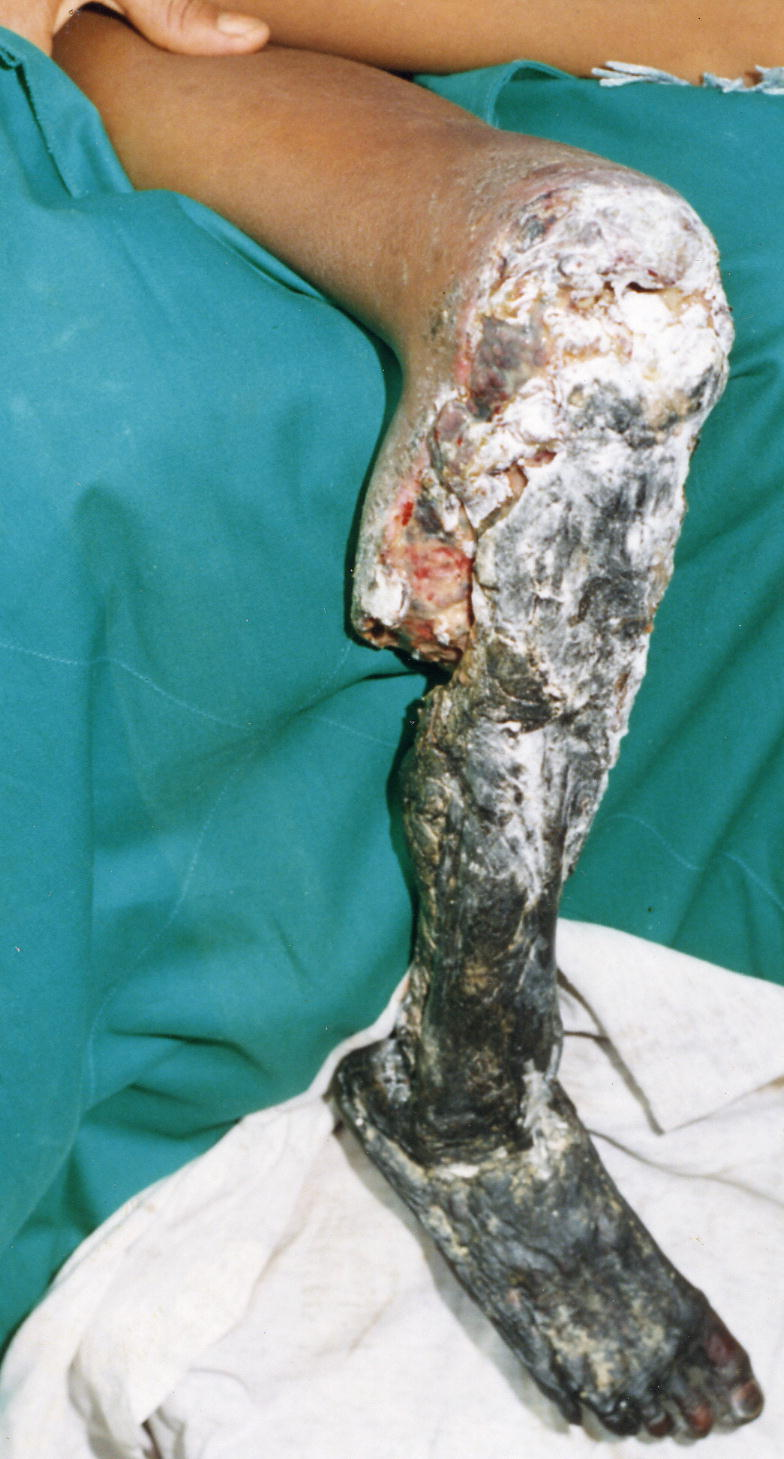
Schwere Nekrose am Unterschenkel eines elf Jahre alten Jungen, der in Ecuador von einer Terciopelo-Lanzenotter (Bothrops asper) gebissen worden war. Die Aufnahme entstand zwei Wochen nach dem Biss; der Junge war bis dahin mit Antibiotika behandelt worden (ungeeignet gegen Giftbisse).

## Biologische Wirkungen
Aufgrund der Vielzahl an Giften besteht eine Vielzahl an Wirkmechanismen. Das Wirkspektrum ist umfangreich, kann aber für aktiv abgegebene Insektengifte grob eingeteilt werden in neurotoxische, hämolytische, verdauende, hämorrhagische und algogenische (Schmerz verursachende) Effekte. Möglicherweise dominieren Nervengifte unter den besonders potenten Giften. Andere verändern als Chaperone die Tertiärstruktur von Proteinen und damit deren Funktionen.

## Gifttiere
Innerhalb der Tiere finden sich jeweils mehrere Gifttiere unter den Taxa der Schwämme (Porifera), Blumentiere (Anthozoa), Hydrozoen, Schirmquallen (Scyphozoa), Vielborster (Polychaeta), Schnecken (Gastropoda), Kopffüßer (Cephalopoda), Insekten (Insektengift), Spinnentiere (Spinnentoxine, Giftspinnen), Fische (Giftfisch), Amphibien (Amphibiengifte, besonders bekannt die Pfeilgiftfrösche und der Feuersalamander), Reptilien und Säugetiere (Mammalia, giftige Säugetiere). Unter den Vögeln sind wenige Giftvögel wie die Sporngans (Plectropterus gambensis) bekannt. In den 1990er-Jahren stellte sich heraus, dass in der Haut und den Federn des in Neuguinea lebenden Zweifarbenpitohuis (Pitohui dichrous) Batrachotoxin enthalten ist. Auch Pitohui ferrugineus und Mohrenpitohui (Pitohui nigrescens) sowie der Blaukappenflöter (Ifrita kowaldi) aus Neuguinea tragen das Gift in ihren Federn.

### Gifttiere in Deutschland
In Deutschland können unter den Gift tragenden Tieren für Menschen gesundheitsgefährdend sein:
Quallenin Nord- und Ostsee wie Gelbe Haarqualle und Feuerqualle
SpinnentiereDornfingerspinne
Insektenviele Hautflügler wie Bienen, Wespen, Hummeln;
AmphibienFeuersalamander, Rotbauchunke, Gelbbauchunke;
ReptilienAspisviper, Kreuzotter.
Viele andere wie Schuppenameisen, Marienkäfer oder Kartoffelkäfer enthalten Toxine, die für den Menschen in der Regel nicht gesundheitsgefährdend sind.

### Gifttiere in USA
In USA treten an Gifttieren auf: Giftschlangen, Schuppenkriechtiere (Gila-Krustenechse), Kröten, Spinnen, Skorpione, Hundertfüßer, Tausendfüßer, Insektenraupen, Hautflügler. An den Meeresküsten auch Quallen, Stechrochen, Cottoidea, Nesseltiere, Schwämme, Ringelwürmer, Stachelhäuter, Weichtiere und andere.

## Behandlungsmöglichkeiten
Das Antidot bildet ein (stoffliches) Gegenmittel zu Toxinen oder anderen Substanzen, die auf einen Organismus Einfluss nehmen.

### Akute Vergiftung
Unbehandelte akute Gewebevergiftungen durch potente Tiergifte (etwa durch Giftfische, Skorpionstich oder Schlangenbiss) können bleibende Schäden hinterlassen und lebensbedrohlich verlaufen. Zur wirksamen Behandlung wird möglichst ein spezifisches Antiserum eingesetzt. Dabei handelt es sich um eine passive Impfung mit einem Immunserum, welches Antikörper gegen die Toxine enthält. Diese Toxine werden von dazu gezüchteten Gifttieren (z. B. in Schlangenfarmen) gewonnen. Das erhaltene Gift wird für bessere Lagerfähigkeit meist tiefgefroren und gefriergetrocknet. Hoch verdünnt aufgelöst werden damit Haustiere – häufig Pferde, Schafe oder Kaninchen – geimpft. Aufgereinigte Teile ihres Blutserums ergeben das Antiserum. Dieses wird für maximale Haltbarkeit gefriergetrocknet und portioniert in Brech-Glasampullen eingeschmolzen. Wird das Antiserum bald nach dem Gifteintritt verabreicht und ist das Antiserum spezifisch wirksam, ist die Prognose in aller Regel gut.

### Allergisierung
Bei gleicher Giftdosis zeigt sich manchmal eine unterschiedliche Wirkung auf verschiedene Menschen. Dies kann oft auf unterschiedlich starke Allergisierungen zurückgeführt werden und wird als Allergie bezeichnet. Gerade nach Stichen durch Honigbienen (Apis mellifera), Wespen (insbesondere Vespula vulgaris, Vespula germanica), seltener auch Hornissen (Vespa crabro) und Hummeln (Bombus spp.) können Insektengiftallergien vermehrt auftreten, die Reaktionsbreite kann sich zwischen 'harmlos' bis zum anaphylaktischen Schock erstrecken. Im Notfall können intravenös Elektrolytlösungen verabreicht oder in besonders schweren Fällen Adrenalin injiziert werden.
Zur Therapie von Giftallergien besonders gegen Hautflügler können die auslösenden Insektengifte niedrig dosiert verabreicht werden, dies wird als Hyposensibilisierung bezeichnet.

### Fachartikel
- Tim Lüddecke, Björn M. Von Reumont: Tiergifte als Quelle neuartiger Bioressourcen. In: BIOspektrum. Band 26, Nr. 7, November 2020, S. 724–727, doi:10.1007/s12268-020-1482-3.
- Philipp Teichfischer: Tiergifte als Heilmittel – ein Beitrag zur Geschichte der antiken Medizin / Venom as a cure – some notes on ancient medicine. In: Medizinhistorisches Journal. Band 50, Nr. 4, 2015, S. 319–356.

### Fachbücher
- Jürg Meier, Julian White (Hrsg.): Handbook of Clinical Toxicology of Animal Venoms and Poisons. CRC Press, Boca Raton 1995, ISBN 978-0-8493-4489-3 (englisch, archive.org).
- Gerhard G. Habermehl: Gift-Tiere und ihre Waffen. Springer Berlin Heidelberg, Berlin, Heidelberg 1994, ISBN 978-3-642-63404-8, doi:10.1007/978-3-642-57925-7.
- Günter Schmidt: Giftige und gefährliche Spinnentiere: humanpathogene Skorpione (Scorpionida), Milben (Acarina) und Spinnen (Araneida) (= Die Neue Brehm-Bücherei. Band 608). Westarp Wissenschaften, Magdeburg, Essen 1993, ISBN 978-3-89432-405-6.
- Anders Edström: Venomous and Poisonous Animals. Robert E. Krieger Publishing Company, Malabar, FL 1992, ISBN 978-0-89464-627-0 (englisch, archive.org).
- Wolfgang Bücherl, Eleanor E. Buckley: Venomous Animals and their Venoms: Venomous Invertebrates (Volume III). 3 v. 3. Academic Press (Elsevier), New York 1971 (englisch, archive.org).
- Wolfgang Bücherl, Eleanor E. Buckley: Venomous Animals and their Venoms: Venomous Vertebrates (Volume II). 2 v. 3. Academic Press (Elsevier), New York 1968 (englisch, archive.org).
- Wolfgang Bücherl, Eleanor E. Buckley: Venomous Animals and their Venoms: Venomous Vertebrates (Volume I). 1 v. 3. Academic Press (Elsevier), New York 1968 (englisch, archive.org).
- Herbert L. Stahnke: The Treatment of Venomous Bites and Stings. Arizona State University, Tempe, AZ 1966 (archive.org).
- Gerhard Venzmer: Tierische Gifte und giftige Tiere. Kosmos, Stuttgart 1932.